# نیک موران
نیک موران (انگلیسی: Nick Moran؛ زادهٔ ۲۳ دسامبر ۱۹۶۹) هنرپیشه، کارگردان و فیلم‌نامه‌نویس اهل بریتانیا است.
از فیلم‌هایی که وی در آن نقش داشته‌است، می‌توان به قفل، انبار و دو بشکه باروت، تفنگدار، هری پاتر و یادگاران مرگ، مرد حادثه‌آفرین، آخرین فرود، رئیس ایستگاه و انتقام‌جو اشاره کرد.